# Гарем (біологія)
Гарем  — невелика стійка група полігамних організмів, яка формується для розмноження.
Гареми властиві деяким птахам, рукокрилим, багатьом копитним вухатим тюленям (котики, сивучі), морським слонам і сірому тюленю.
На одного статевозрілого самця в гаремі припадає від кількох до кількох десятків дорослих самок (у сірого тюленя — 2-5 самок, у морського котика — до 50 самок).
У тварин, що утворюють гареми, різко виражений статевий диморфізм, особливо в розмірах тіла — самці в 2-4 рази більші за самок. Можливо, гареми властиві й кашалотам, які є єдиними китоподібними, у яких різко виражений статевий диморфізм в розмірах тіла.